# Tierras Altas de Jordania
El altiplano jordano es una cadena montañosa de Jordania. Se extiende de norte a sur por la parte occidental del país, entre la depresión del Mar Rojo-Mar Muerto al oeste y una meseta al este. Las tierras altas albergan la mayor parte de la población y las grandes ciudades de Jordania.

## Geografía
Las tierras altas de Jordania se extienden unos 300 km de norte a sur. Las tierras altas están limitadas al norte por el valle del río Yarmouk, profundamente incisivo, que forma parte de la frontera entre Jordania y Siria . Se extienden hacia el sur hasta la frontera de Jordania con Arabia Saudita . Desde la meseta hacia el este, las tierras altas aparecen como una serie de colinas. Al oeste, las tierras altas descienden abruptamente 1.000 metros o más hasta el Valle del Rift del Jordán, que contiene el río Jordán y el mar Muerto, un lago salino con una superficie por debajo del nivel del mar.
La elevación de los picos más altos oscila entre más de 1.200 metros en el norte y 1.700 metros en Jebel Mubarak, en el sur. Las tierras altas están atravesadas por varios wadis, o cañones, de este a oeste, tallados por arroyos permanentes o intermitentes. Los wadis del norte desembocan en el río Jordán, que fluye hacia el sur hasta el Mar Muerto. Los wadis del sur desembocan en el valle de Aravá, que fluye hacia el norte hasta el Mar Muerto.
Las tierras altas se dividen en tres porciones principales. La parte norte se llama Sawad al-Urdunn, 'la tierra cultivable del [río] Jordán', y se encuentra entre el río Yarmouk en el norte y el río Zarqa en el sur. Ambos ríos son afluentes del río Jordán. Irbid, la segunda ciudad más grande de Jordania, y Ajloun son las ciudades más grandes de esta parte.
La parte central son las alturas de Balqa, que se extienden desde el río Zarqa hacia el sur hasta Wadi al-Mujib. El Wadi-al-Mujib desemboca en el Mar Muerto. Amán, la capital y ciudad más grande de Jordania y la ciudad más grande de las tierras altas, se encuentra en esta parte, al igual que las ciudades de Al-Salt y Madaba .
La parte sur se llama Bilad al-Sharat o Jabal al-Sharat. Al-Karak es la ciudad más grande de esta parte, cerca del extremo sur del Mar Muerto. La antigua ciudad de Petra también se encuentra en esta parte de las tierras altas, en el lado occidental de las tierras altas frente al valle de Aravá.

## Geología
Las tierras altas se formaron por eventos tectónicos relativamente recientes (Neógeno) - Cuaternario ), ya que el borde noroeste de la Placa arábiga se elevó a medida que se mueve hacia el norte y en el sentido de las agujas del reloj.

## Clima
El clima de las Tierras Altas varía de norte a sur y con la elevación. Hacia el norte y el oeste y en las elevaciones más altas predomina un clima mediterráneo, con inviernos suaves y lluviosos y veranos calurosos y secos. Hacia el este y el sur y en las zonas más bajas predomina un clima desértico. La temporada de lluvias se extiende de octubre a mayo, con las mayores precipitaciones entre noviembre y marzo. Las precipitaciones oscilan entre los 600 mm anuales en las montañas del norte y los 50 mm en las tierras altas del sur y la meseta desértica del este.

## Ecología

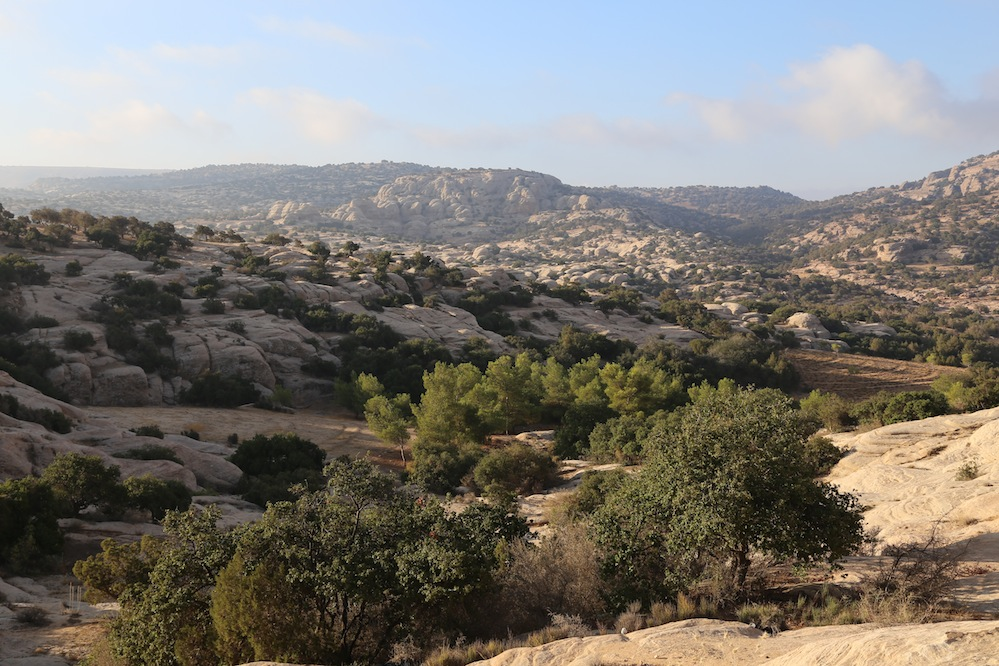
Bosque en la Reserva Natural de Dana

Las laderas occidentales y las elevaciones más altas son de semiáridas a semihúmedas, con una precipitación media anual de 350 mm o más. La vegetación natural era el bosque mediterráneo, los bosques y los matorrales, que se dan por encima de los 700 metros de altitud en el noroeste, y entre los 900 y los 1.700 metros de altitud en el suroeste. Los bosques y las zonas boscosas abiertas se encuentran en las partes norte y sur de las tierras altas. Los árboles de los bosques del norte son pino carrasco (Pinus halepensis), robles de hoja perenne ( Quercus calliprinos, Quercus infectoria y Quercus aegilops ) y Arbutus andrachne . Los bosques en las tierras altas del sur incluyen Quercus calliprinos, ciprés ( Cupressus sempervirens ), enebro ( Juniperus phoenicea ) y pistacho ( Pistacia atlantica ). En los bosques del sur, los robles se encuentran en suelos derivados de la piedra caliza, con bosques abiertos de enebro que crecen sobre arenisca. En las tierras altas del sur hay matorrales de espino silvestre ( Crataegus azarolus ), almendros ( Amygdalus communis ) y pistachos, y bosques de acacias con Acacia spirocarpa y Acacia raddiana en la zona de transición entre los bosques y la estepa de menor elevación. Los bosques y las tierras arboladas se han reducido en área y se han degradado por siglos de deforestación y pastoreo excesivo.
Entre 600 y 800 metros de altitud, en la vertiente oriental de las montañas, se encuentra una zona de estepa semiárida en la que llueve entre 200 y 350 mm anuales. En las montañas del sur, más secas, la zona de estepa oriental se extiende hasta los 1100 o 1200 metros de altitud. Hay una zona esteparia más estrecha en las laderas occidentales, entre los bosques mediterráneos de mayor altitud y los desiertos de menor altitud del Valle del Rift del Jordán. Las plantas esteparias predominantes son arbustos bajos, especialmente Artemisia herba-alba, y hierbas.
La vegetación del desierto se encuentra en el Valle del Rift del Jordán, las tierras altas del sur y la meseta oriental. donde la precipitación media anual es de 200 mm o menos.